# ناوكي كيمورا
ناوكي كيمورا (15 أبريل 1972 طوكيو اليابان - ) هو لاعب كرة قدم ياباني يلعب كمدافع.